# Teste de permutação

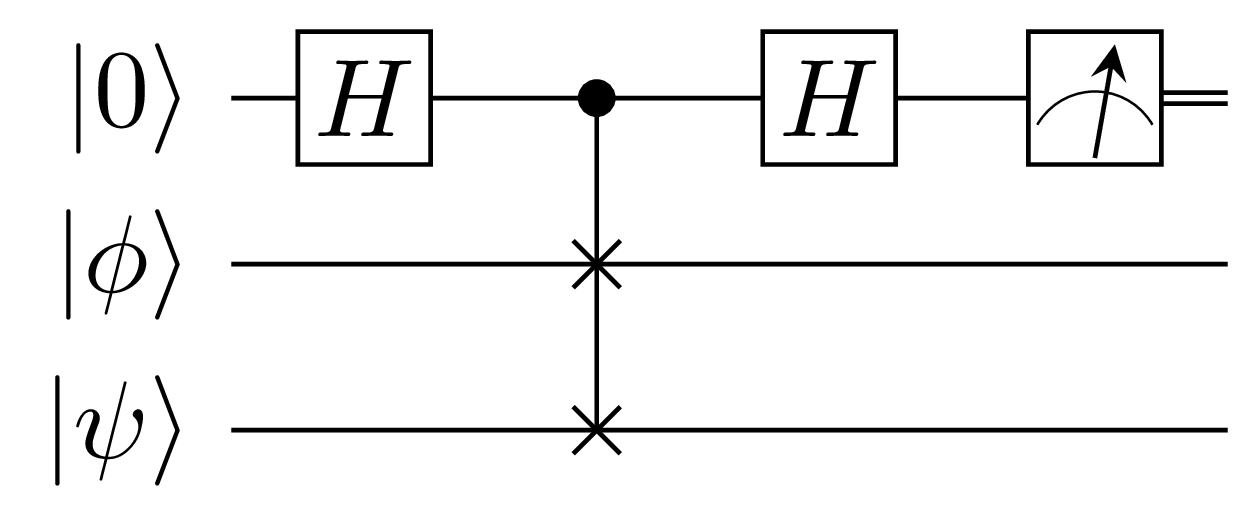

Na criptografia quântica e na computação quântica, um teste de permutação ou teste SWAP (uma operação de troca controlada) é a principal técnica nestas áreas, para determinar com certeza se dois estados desconhecidos são diferentes. Basicamente, o teste SWAP envolve uma porta de Fredkin. A porta de Fredkin é um portal multi-qubit representativo e possui um qubit de controle e dois qubits de destino para operação de troca entre si, resultantes do estado do qubit de controle.

## Computação quântica
Na computação quântica, o teste Swap é um procedimento que é usado para verificar o quanto dois estados quânticos diferem.
Considere dois estados: {\displaystyle |\phi \rangle } e {\displaystyle |\psi \rangle }.O estado do sistema no início do protocolo é {\displaystyle |0,\phi ,\psi \rangle }. Após a porta de Hadamard, o estado do sistema é {\displaystyle {\frac {1}{\sqrt {2}}}(|0,\phi ,\psi \rangle +|1,\phi ,\psi \rangle )}. A porta SWAP controlada transforma o estado em {\displaystyle {\frac {1}{\sqrt {2}}}(|0,\phi ,\psi \rangle +|1,\psi ,\phi \rangle )}. A segunda porta de Hadamard resulta em
{\displaystyle {\frac {1}{2}}(|0,\phi ,\psi \rangle +|1,\phi ,\psi \rangle +|0,\psi ,\phi \rangle -|1,\psi ,\phi \rangle )={\frac {1}{2}}|0\rangle (|\phi ,\psi \rangle +|\psi ,\phi \rangle )+{\frac {1}{2}}|1\rangle (|\phi ,\psi \rangle -|\psi ,\phi \rangle )}
A porta de medição no primeiro qubit garante que seja 0 com uma probabilidade de 
{\displaystyle P({\text{First qubit}}=0)={\frac {1}{2}}{\Big (}\langle \phi |\langle \psi |+\langle \psi |\langle \phi |{\Big )}{\frac {1}{2}}{\Big (}|\phi \rangle |\psi \rangle +|\psi \rangle |\phi \rangle {\Big )}={\frac {1}{2}}+{\frac {1}{2}}{|\langle \psi |\phi \rangle |}^{2}}
quando medido. Se {\displaystyle \psi } e {\displaystyle \phi } são ortogonais {\displaystyle ({|\langle \psi |\phi \rangle |}^{2}=0)}, então a probabilidade de que 0 seja medido é {\displaystyle {\frac {1}{2}}}. Se os estados forem iguais {\displaystyle ({|\langle \psi |\phi \rangle |}^{2}=1)}, então a probabilidade de que 0 seja medido é {\displaystyle 1}.

## Exemplo
Uma implementação do teste Swap em Cirq.
```
"""Demonstra teste Swap.

=== EXEMPLO DE SAÍDA ===

0: ───H───@───H───M('Resultados')───

          │

1: ───H───×──────────────────────

          │

2: ───H───×──────────────────────

Os resultados são todos 0, porque os estados são iguais.

Resultados=0000000000

0: ───H───────@───H───M('Resultados')───

              │

1: ───X───H───×──────────────────────

              │

2: ───H───────×──────────────────────

Nem todos os resultados são 0 porque os estados não são iguais.

Resultados=1111000011

"""

import
 
cirq

def
 
swap_test
(
q0
,
 
q1
,
 
q2
,
 
circuit
):

    
circuit
.
append
(

        
[

            
cirq
.
H
(
q0
),

            
cirq
.
CSWAP
(
q0
,
 
q1
,
 
q2
),

            
cirq
.
H
(
q0
),

            
cirq
.
measure
(
q0
,
 
key
=
"Resultados"
),

        
]

    
)

    
simulator
 
=
 
cirq
.
Simulator
()

    
print
(
circuit
)

    
result
 
=
 
simulator
.
run
(
circuit
,
 
repetitions
=
10
)

    
return
 
result

def
 
main
():

    
q0
,
 
q1
,
 
q2
 
=
 
cirq
.
LineQubit
.
range
(
3
)

    
equal_states
 
=
 
cirq
.
Circuit
.
from_ops
(
cirq
.
H
(
q1
),
 
cirq
.
H
(
q2
),)

    
results
 
=
 
swap_test
(
q0
,
 
q1
,
 
q2
,
 
equal_states
)

    
print
(
"Os resultados são todos 0, porque os estados são iguais."
)

    
print
(
resultados
)

    
non_equal_states
 
=
 
cirq
.
Circuit
.
from_ops
(
cirq
.
X
(
q1
),
 
cirq
.
H
(
q1
),
 
cirq
.
H
(
q2
),)

    
results
 
=
 
swap_test
(
q0
,
 
q1
,
 
q2
,
 
non_equal_states
)

    
print
(
"Nem todos os resultados são 0 porque os estados não são iguais."
)

    
print
(
resultados
)

if
 
__name__
 
==
 
"__principal__"
:

    
main
()

```